# Лучки (Жјар на Хрону)
Лучки (слч. Lúčky) насељено је мјесто са административним статусом сеоске општине (слч. obec) у округу Жјар на Хрону, у Банскобистричком крају, Словачка Република.

## Становништво
| Година:    | 1994. | 2004.    | 2014.   | 2024.   |
| ---------- | ----- | -------- | ------- | ------- |
| Број људи: | 192   | 213      | 212     | 194     |
| Разлика:   |       | +10,93 % | -0,46 % | -8,49 % |

| Година:    | 2023. | 2024.   |
| ---------- | ----- | ------- |
| Број људи: | 196   | 194     |
| Разлика:   |       | -1,02 % |

Према подацима о броју становника из 2011. године насеље је имало 215 становника.